# Вариационная форма
Вариацио́нная фо́рма, часто сокращённо вариации, — музыкальная форма, состоящая из темы и её нескольких (не менее двух) изменённых воспроизведений (вариаций). Это одна из старейших музыкальных форм (известна с XIII века).
Следует различать вариационную форму и вариационность как принцип. Последний имеет неограниченный спектр применения (варьироваться могут мотив, фраза, предложение в периоде и т. д., вплоть до варьированной репризы в сонатной форме). Однако однократное применение принципа варьирования не создаёт на его основе форму. Вариационная форма возникает только при систематическом применении этого принципа, поэтому для её создания необходимо не менее 2 вариаций.
Тема вариаций может быть оригинальной (написанной самим композитором) или заимствованной.
Вариации могут наполняться совершенно разным содержанием: от очень простого до глубокого и философского (Бетховен, Ариетта из Сонаты № 32 для фортепиано).

## Классификация
Вариации принято классифицировать по четырём параметрам:
1. По тому, затрагивает ли процесс варьирования тему или только сопровождающие голоса, выделяют:
  1. Прямые вариации
  2. Косвенные вариации
2. По степени изменения:
  1. Строгие (в вариациях сохраняются тональность, гармонический план и форма темы)[1]:161
  2. Свободные (широкий диапазон изменений, в том числе гармонии, формы, жанрового облика и т. д.; связи с темой порой условны: каждая вариация может достигать самостоятельности как пьеса с индивидуальным содержанием)[1]:169—170
3. По тому, какой метод варьирования преобладает:
  1. Полифонические
  2. Гармонические
  3. Фактурные
  4. Тембровые
  5. Фигурационные
  6. Жанрово-характерные
4. По количеству тем в вариациях:
  1. Однотемные
  2. Двойные (двухтемные)
  3. Тройные (трехтемные)

В процессе развития этой формы укрепились несколько основных типов вариаций с относительно стабильной комбинацией указанных признаков. Это: вариации на выдержанную мелодию, вариации на basso ostinato:159, фигурационные вариации и жанрово-характерные вариации. Эти типы существовали параллельно (по крайней мере с XVII века), но в разные эпохи какие-то из них были более востребованы. Так, композиторы эпохи барокко чаще обращались к вариациям на basso ostinato:159-160, венские классики — к фигурационным, композиторы-романтики — к жанрово-характерным. В музыке XX века все эти типы сочетаются, появляются новые, когда в качестве темы может выступать отдельный аккорд, интервал и даже отдельный звук.
Кроме того, существуют несколько специфических типов вариаций, которые встречаются реже: это вариационная кантата (см. Кантата) эпохи барокко и вариации с темой в конце (появившиеся на исходе XIX века).
Определенным родством с вариационной формой обладают куплетно-вариационная и куплетно-вариантная форма (см. Куплетные формы). Близка вариациям также хоральная обработка XVIII века.
Важно отметить, что во многих произведениях применяются разные типы варьирования. Например, начальная группа вариаций может быть вариациями на выдержанную мелодию, далее — цепь фигурационных вариаций.

## Организация формы
Любой вариационный цикл — разомкнутая форма (то есть новые вариации можно в принципе прибавлять бесконечно):159. Поэтому перед композитором встает задача создать форму второго порядка. Это может быть «волна» с нарастанием и кульминацией, либо любая типовая форма: наиболее часто это трёхчастная форма или рондо. Трёхчастность возникает в результате введения контрастной вариации (или группы вариаций) в середине формы. Рондообразность возникает вследствие неоднократного возвращения контрастного материала.
Часто вариации объединяются в группы, создавая локальные нарастания и локальные кульминации. Это достигается за счёт единой фактуры или за счёт ритмического нарастания (диминуирование). Ради придания форме рельефности и чтобы как-то разбить непрерывный поток сходных вариаций, уже в классическую эпоху в развёрнутых циклах одна или несколько вариаций проводились в другом ладу. В вариациях XIX века это явление усилилось. Теперь уже отдельные вариации могут проводиться в других тональностях («Симфонические этюды» Шумана — при исходном cis-moll, есть вариации в E-dur и gis-moll, финальная вариация — Des-dur):170-171.
Возможны различные окончания вариационного цикла. Завершение может быть сходным с началом либо, наоборот, максимально контрастным. В первом случае в конце произведения проводится тема в близком к первоначальному варианте (Прокофьев. Концерт для фортепиано с оркестром № 3, 2-я часть). Во втором окончание представляет собой максимум продвижения в данном направлении (например, самые мелкие во всем цикле длительности). Ради контраста финальной вариации может меняться метр и жанр (частое явление у Моцарта). Как наибольший контраст гомофонной теме в конце цикла может звучать фуга (в классическую и послеклассическую эпоху).

## Вариации на basso ostinato
Вариациями на basso ostinato называется такая форма, которая основана на неизменном проведении темы в басу и постоянном обновлении верхних голосов.
Вариации на basso ostinato (также гармоническую модель, образцовую гармонизацию остинатного баса) появились в эпоху позднего Возрождения, преимущественно в Италии. Басовые формулы (и сопутствующие им гармонические модели) получили известность под различными названиями, в т.ч. пассамеццо, фолия, Руджеро, романеска. В XVII — начале XVIII веков это самый распространенный тип вариаций.
Два основных инструментальных жанра таких вариаций в эпоху барокко — пассакалия и чакона:159. В английской барочной музыке эта форма вариаций называется «граунд» (англ. ground букв. основа, опора). В вокальной музыке применяется в хорах (И. С. Бах. Crucifixus из Мессы си минор) или в ариях (Пёрселл. Ария Дидоны из оперы «Дидона и Эней»).
В классическую эпоху вариации на basso ostinato исчезли, так как им не присуща процессуальность, необходимая в классической эстетике. Вариации на basso ostinato встречаются на локальных участках формы (Бетховен. Симфония № 9, кода 1-й части). Отчасти вариациями на basso ostinato являются знаменитые 32 вариации до минор Бетховена:160. Неактуален этот тип и для романтиков, применялся он ими редко (Брамс. Финал Симфонии № 4). Интерес к вариациям на basso ostinato снова возник в XX веке. Их использовали все крупные композиторы. У Шостаковича пример таких вариаций находится в опере «Катерина Измайлова» (антракт между 4-й и 5-й картинами).

### Тема
Тема — небольшая (2-8 тактов, обычно — 4) одноголосная последовательность в разной степени мелодизированная. Обычно её характер очень обобщённый. Множество тем представляют собой нисходящее движение от I к V ступени, часто хроматическое. Бывают темы менее обобщенные и более мелодически оформленные (Бах. Пассакалия до минор для органа).

### Варьирование
В процессе варьирования тема может переходить в верхние голоса (Бах. Пассакалия до минор для органа), фигурированно изменяться и даже транспонироваться в другую тональность (Букстехуде. Пассакалия ре минор для органа).
В силу краткости темы часто имеет место объединение вариаций попарно (по принципу сходной фактуры верхних голосов). Границы вариаций не всегда четко совпадают во всех голосах. У Баха часто несколько вариаций в одной фактуре образуют единое мощное развитие, их границы пропадают. Если этот принцип проводится на протяжении всего произведения, целое трудно назвать вариациями, так как нельзя признать вариациями проведения баса в нижнем голосе без учёта верхних. Возникает своеобразный контрапункт формы.
Завершение цикла может выходить за пределы вариаций. Так, органная Пассакалия Баха заканчивается большой фугой.

## Вариации наsoprano ostinato
В вариациях этого типа сохраняется мелодия, а варьирование происходит за счёт сопровождающих голосов. В силу этого они принадлежат к косвенным вариациям.
Вариации на выдержанную мелодию применяются в основном в вокальной музыке, неизменность мелодии сближает их с куплетными формами (отличие в том, что в этих формах меняется не сопровождение темы, а текст). Их любили русские композиторы — этот тип варьирования особенно соответствовал духу русской песни, соответственно и применялся в операх в хорах и песнях народного характера. В западноевропейской музыке в качестве самостоятельного произведения вариации на выдержанную мелодию — редкость (Гайдн. Квартет ор. 76 № 3, 2-я часть), но в фигурационных циклах венских классиков могут применяться в качестве начальных вариаций.
Иногда в куплетной форме варьируется не только текст, но и сопровождение (тогда она называется куплетно-вариационной или куплетно-вариантной). В этом случае отличия от вариационной формы переходят в количественную категорию. Если изменения сравнительно невелики и не меняют общий характер, то форма ещё остается куплетной, но при более масштабных изменениях она уже переходит в разряд вариационных.
Применительно к этому типу вариаций несколько меняется понятие строгости и свободы. Строгими называются те вариации, где мелодия остаётся на исходной высоте. Обычная для строгих вариаций неизменность гармонизации здесь неактуальна.

### Тема
Тема может быть оригинальной или заимствованной, обычно из народной музыки. Форма темы не регламентирована. Это могут быть одна-две фразы, период, большое предложение, вплоть до простой трёхчастной формы (Григ. «В пещере горного короля» из музыки к драме «Пер Гюнт»). Возможны оригинальные формы в случае народного происхождения темы (хор раскольников из III действия «Хованщины» М. Мусоргского).

### Варьирование
Варьирование может быть фактурным, тембровым, полифоническим, гармоническим и жанровым.
Фактурно-тембровое варьирование предполагает изменение фактуры, введение нового рисунка, переоркестровку, в хоре — передачи мелодии другим голосам. При полифоническом варьировании композитор вводит новые подголоски или достаточно самостоятельные мелодические линии. Возможно полифоническое оформление самой темы в виде канона и т. п. Гармоническое варьирование выражается в перегармонизации мелодии. Масштабы изменений могут быть разными, вплоть до изменения лада (Глинка. «Персидский хор» из «Руслана и Людмилы», 3-я вариация):174 или даже переноса мелодии в другую тональность (Римский-Корсаков. Хор «Высота» из оперы «Садко»). Жанровое варьирование возникает тогда, когда все перечисленные типы варьирования приводят к образованию нового жанрового облика темы. Этот тип варьирования в вариациях на выдержанную мелодию редок.

## Фигурационные вариации
В таком типе вариаций преобладающий метод варьирования — гармоническая или мелодическая фигурация. В силу этого область применения таких вариаций — почти исключительно инструментальная музыка. Особенно часто встречаются в музыке венских классиков. У них это может быть самостоятельная пьеса (множество вариационных циклов Моцарта, Бетховена) или часть цикла (финал, медленная часть, реже — первая). В романтическую эпоху преобладают самостоятельные пьесы в форме фигурационных вариаций, причем они могут иметь другое жанровое название (например, «Колыбельная» Шопена).

### Тема
Важное слагаемое темы — гармония (в отличие от предыдущего типа). В подавляющем большинстве случаев тема написана в гомофонной фактуре. Фактура экономная, что даёт свободу дальнейшего её изменения и накопления движения в фактуре (за счёт уменьшения длительностей).
Поскольку большинство примеров принадлежит композиторам венской школы и их последователям, в большинстве случаев классична и форма темы. Чаще всего — простая двухчастная (обычно репризная), иногда трёхчастная, намного реже — период. В музыке композиторов барокко возможна тема в форме бар.

### Варьирование
В фигурационных вариациях осуществляется прямое варьирование, так как преобразуется сама тема.
При этом применяются типовые фигуры — фигурации. Они могут быть арпеджированными, гаммообразными и т. п. Сохраняются опорные точки мелодии, которые заполняются фигурированным материалом. Мелодическая фигурация часто возникает в результате появления неаккордовых звуков вокруг этих опорных точек. Гармоническая фигурация — то или иное движение по звукам аккорда (часто — арпеджио). При этом опорные точки мелодии становятся основанием или вершиной этих фигураций. В результате эти опорные точки могут смещаться на другие доли такта.
Большинство циклов фигурационных вариаций — строгие, так как обновление фактуры почти не затрагивает гармонию, никогда не меняя её кардинально. Однако есть примеры свободных фигурационных вариаций («Вариации на тему Корелли» Рахманинова).

## Жанрово-характерные вариации
К этому типу принадлежат вариационные циклы, в которых вариации приобретают новый жанр, либо где каждая вариация обладает своим индивидуальным типом выразительности.
Как и фигурационные вариации, жанрово-характерные главным образом применяются в инструментальной музыке. Они могут быть частью цикла, нередко — самостоятельной пьесой, в том числе с другим жанровым названием (Лист. Этюд «Мазепа»). Иногда отдельные жанровые вариации появляются в вариационных циклах уже у венских классиков. Циклы, целиком состоящие из таких вариаций, распространяются в послеклассическую эпоху.

### Тема
Тема во многом аналогична теме фигурационных вариаций. Отличие в том, что тема жанровых вариаций может быть изложена менее скромно, чем фигурационных, так как варьирование здесь идет в меньшей мере за счёт обогащения фактуры.

### Варьирование
Понятие характерности предполагает индивидуальный тип выразительности для каждой вариации. Понятие жанровости — новый жанр для каждой вариации. Наиболее часто встречающиеся жанры: марш, скерцо, ноктюрн, мазурка, романс и др. (причем эти жанры могут быть выражены очень обобщенно). Иногда среди вариаций возникает фуга. (Чайковский. Трио «Памяти великого артиста», 2-я часть).

## Вариации на несколько тем
Кроме вариаций на одну тему, встречаются вариации на две темы (двойные) и на три (тройные). Двойные вариации редки:175, тройные — исключительны (Балакирев. Увертюра на темы трех русских песен).
Темы двойных вариаций могут быть близки друг другу или, наоборот, контрастны («Камаринская» Глинки).
Расположены вариации могут быть по-разному: либо регулярное чередование вариаций на одну и вторую тему, либо — группа вариаций на первую тему, затем группа — на вторую и т. д.
Двойные и тройные вариации могут быть любого типа.

## Вариации с темой в конце
Возникновение этого типа вариаций связано с отходом от классического мышления в области формы, которое требовало экспозиции темы в начале и её дальнейшего развития. Появляются они в самом конце XIX века (прецеденты были в эпоху барокко в некоторых вариационных кантатах).
Наиболее значительные сочинения такого рода: симфонические вариации «Иштар» Венсана д’Энди (1896), Третий фортепианный концерт Р. Щедрина (1973), фортепианный концерт Шнитке (1979).
Какая-либо регламентация формы отсутствует. В концерте Щедрина вариации соединяются очень сложно, вплоть до их асинхронного начала в оркестре и в партии солиста. Элементы темы разбросаны по всему концерту, целиком она возникает в заключительной каденции. В концерте Шнитке тема — комплекс, включающий додекафонную серию, трезвучия и речитацию на одном звуке.

## Комментарии
1. ↑  В советской музыкальной теории этот тип вариаций называют «глинкинскими»[1]:171—172, так как М. И. Глинка часто использовал его в своих операх. Это название не корректно, потому что «глинкинские» вариации применяли ещё композиторы эпохи барокко[источник не указан 1675 дней]. Другое иногда встречающееся название — «вариации на soprano ostinato». Оно тоже не совсем корректно, так как мелодия в процессе варьирования не всегда проводится в верхнем голосе (soprano).